# Левенгаупт, Густав
Карл Гу́став Сикстенссон Левенгаупт (швед. Carl Gustaf Sixtensson Lewenhaupt; 20 августа 1879, Эребру-Николай — 7 августа 1962, Хедвиг-Элеонора, Стокгольм) — шведский спортсмен-конник и пятиборец, олимпийский чемпион в командном конкуре.

## Биография
Старший брат конкуриста, участника Олимпийских игр 1912 Чарльза Левенгаупта.
Кавалер орденов Короны (Пруссия), Святой Анны, Данеброг и Леопольда I.
Похоронен на кладбище Норра бегравнингсплатсен.

## Спортивная карьера
На Олимпийских играх 1912 принимал участие в соревнованиях по конному спорту на лошади Medusa и современному пятиборью. В личном конкуре занял 9-е место, а в командном вместе с Густавом Чильманом, Хансом фон Русеном и Фредриком Русенкранцем стал олимпийским чемпионом. В пятиборье занял 17-е место.